# Marstall (Kassel)

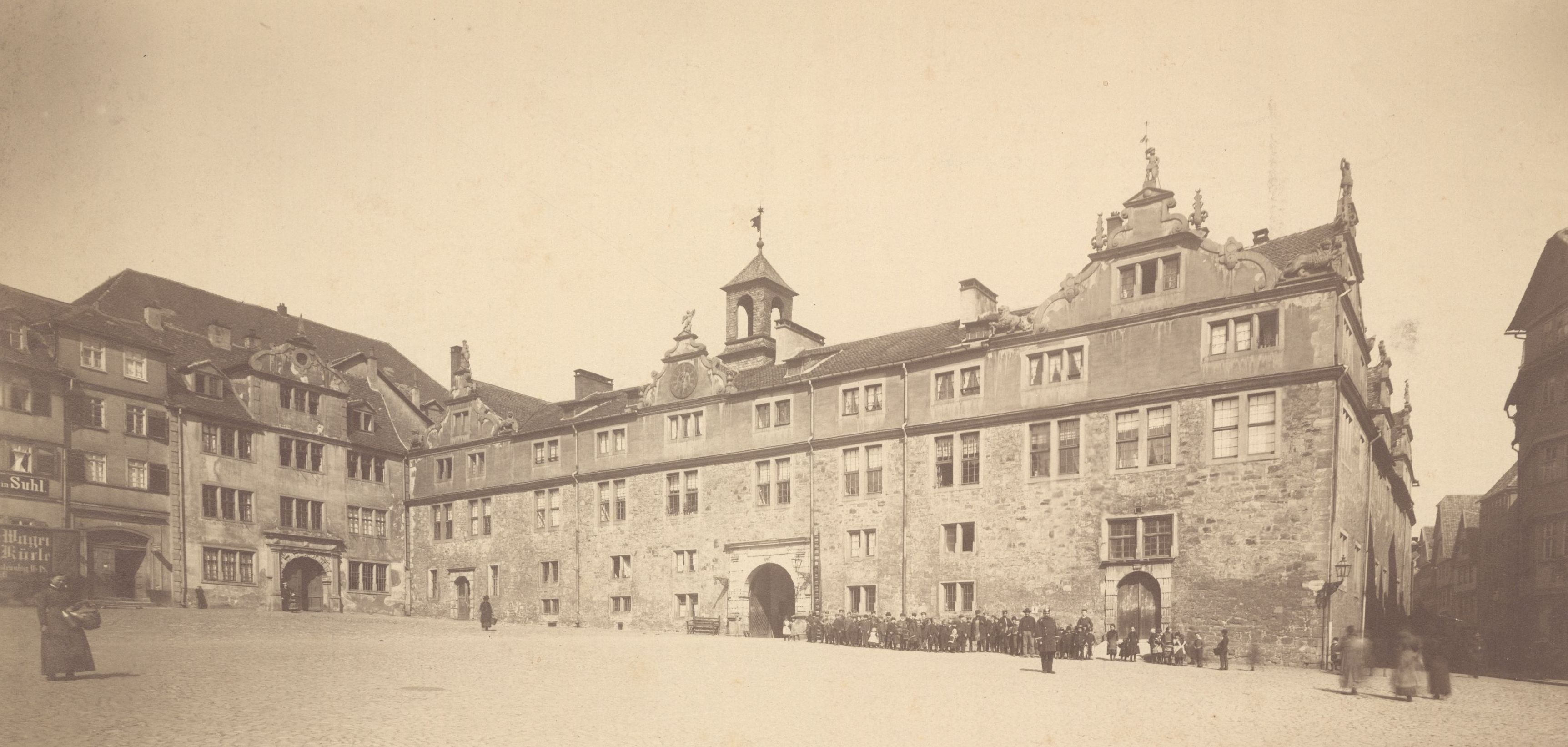
Außenansicht des historischen Marstalls in den 1880er Jahren

Der Kasseler Marstall war ein 1593 fertiggestellter Marstall in der Kasseler Altstadt in unmittelbarer Nähe zum damaligen Kasseler Schloss. Begonnen wurde das Gebäude 1591 unter Landgraf Wilhelm IV. Das Gebäude diente neben seiner Funktion als Pferdestall anfangs auch als Bibliothek und Kunstkammer. Später wurde es als preußische Kaserne benutzt und vermietet, bevor der Marstall im Zweiten Weltkrieg schwer beschädigt wurde. In den 1960er Jahren wurde die Ruine abgetragen und durch einen frei rekonstruierten Neubau ersetzt. Der Neubau zitiert das Äußere seines Vorgängers und wird als Markthalle genutzt und beherbergt das Stadtarchiv Kassel.

## Baubeschreibung

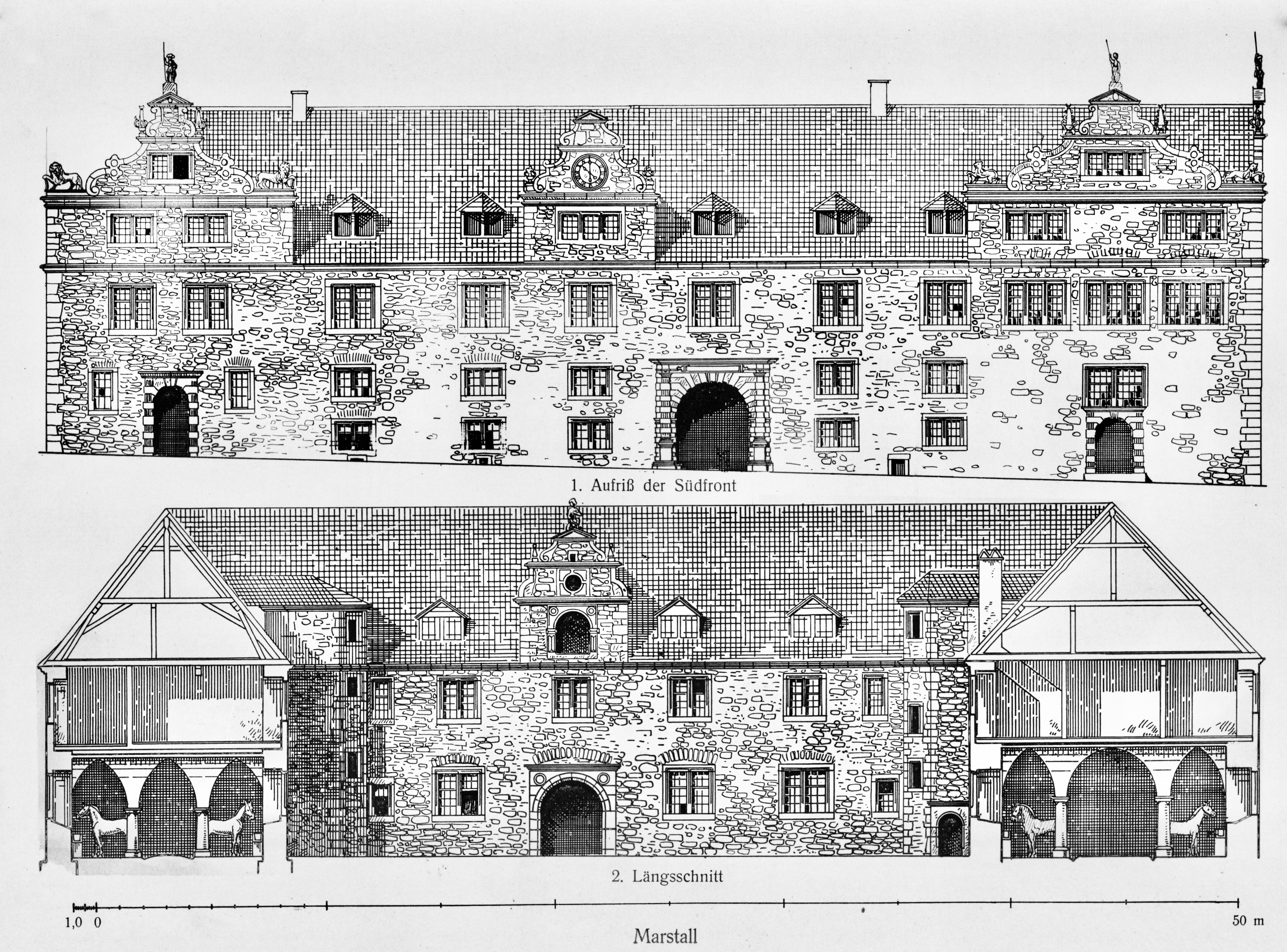
Südfassade und Längsschnitt des Kasseler Marstalls aus: Die Bau- und Kunstdenkmäler im Regierungsbezirk Cassel von Alois Holtmeyer

Das rechteckige Gebäude bestand aus vier einen Innenhof umgebenden Flügel. Der südliche Flügel zum Marställer Platz hin gelegen, bildete mit einer Breite von 53,10 Metern die Hauptfassade. Der etwa fünf Meter kürzere Ostflügel stand parallel zur Wildemannsgasse. Die beiden anderen Flügel stießen an benachbarte Hinterhöfe und Nachbarbebauungen an und waren entsprechend schlicht gehalten. Die frei stehenden Fassaden verfügten jeweils über zwei große Eck- und einen kleineren Mittelgiebel, die mit Voluten abgeschlossen waren. Lanzenträger, ruhende Löwen und Zierpyramiden schmückten die Giebel. Das Gebäude aus Bruchsteinmauerwerk war mutmaßlich ursprünglich verputzt. Das Satteldach war anfangs mit Schiefer gedeckt, später mit Biberschwänzen. In den vier Ecken des Innenhofes befand sich jeweils ein polygonales Treppenhaus mit Wendeltreppe. Das Hauptportal war leicht aus der Mitte herausgerückt und erschloss das Erdgeschoss und den Innenhof. Zwei seitliche kleinere Portale im Südflügel boten Zugang zu den dahinter anstoßenden Seitenflügeln. Ost-, Nord, und Westflügel besaßen im Erdgeschoss kreuzgewölbte Hallen, die auf einer Doppelreihe Säulen ruhten. Diese Räume dienten als eigentlicher Marstall, wohingegen im Obergeschoss die Kunstsammlung und Bibliothek untergebracht war.

## Geschichte

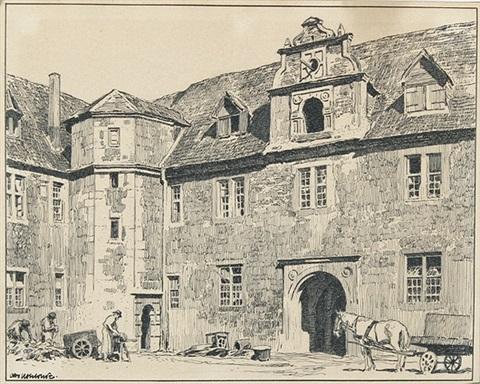
Innenhof des Marstalls, Otto Ubbelohde vor 1923

Der Marstall war das letzte Projekt zum Ausbau der Residenzstadt, das unter Landgraf Wilhelm IV. begonnen wurde. Neben der Verstärkung der Festungsanlagen wurden von Wilhelm unter anderem auch die Neubauten des Zeughauses und des Renthofes in Angriff genommen. Der neue Marstall ersetzte einen unbekannten Vorgänger, der im Jahr der Grundsteinlegung 1591 abgebrochen wurde. Als Bauplatz wurde der ehemalige Hof der Familie Boyneburg nördlich des Schlosses gewählt. Diesen Hof ließ bereits Landgraf Philipp ankaufen und brachte dort zwischenzeitlich die Kanzlei unter. Stilistisch orientiert sich die Gestaltung des Gebäudes an dem kurz vorher fertiggestellten Schloss Wilhelmsburg in Schmalkalden. Als Architekt fungierte der Hofbaumeister Hans Müller. Der Bauherr starb im August 1592 und erlebte die Vollendung des Gebäudes nicht mehr. Sein Sohn und Nachfolger Moritz ließ das Gebäude bis zum Sommer 1593 nach den bestehenden Plänen vollenden.
Das Gebäude wurde bis 1866 in seiner namensgebenden Funktion genutzt. Bis zu 120 Pferde waren im Erdgeschoss des Bauwerks untergebracht, außerdem eine Rüstkammer, Schneiderei und Räumlichkeiten für die Angestellten. In der Mitte des 18. Jahrhunderts erfuhr die Anlage eine bedeutende Erweiterung durch den Anbau einer Reithalle an der Wildemannsgasse. 1827 wurde die vordere Giebelfront zu einem Vollgeschoss ausgebaut. Beide Erweiterungen wurden in den 1930er Jahren rückgängig gemacht. Des Weiteren waren zeitweise eine Druckerei und eine Münzprägestätte hier untergebracht.

### Bibliothek
Landgraf Moritz widmete das 1. Obergeschoss des neuerbauten Marstalls der fürstlichen Bibliothek und großen Teilen der Kunstsammlung des Hauses Hessens. Die fürstliche Bibliothek wurde bereits von Wilhelm IV. 1580 zum ersten Mal systematisch aufgestellt. Unter Moritz erfuhr die Bibliothek keine größeren Erweiterungen. Die Plünderung der Reichsabtei Fulda im Dreißigjährigen Krieg durch hessische Truppen ließ die Büchersammlung wachsen. Bibliothekare wie Michael Engelhardt betreuten die Sammlung der Landgrafen. Durch den kinderlosen Tod von Kurfürst Karl II. von der Pfalz, gelangten 1685 die von ihm und seiner Mutter Charlotte zusammengetragene umfangreiche Bibliothek in den Marstall. Zur Unterscheidung von der Bibliotheca Palatina wird dieser Sammlungsbestand in der Forschung als Jüngere Palatina bezeichnet. Die Bibliothek verblieb bis 1779 im Marstall und wurde unter Landgraf Friedrich II. in das neu erbaute Museum Fridericianum verlagert. Die nun frei gewordenen Räume wurden im Anschluss von der fürstlichen Steuerverwaltung genutzt.

### Kunstkammer
In den oberen Räumen des südlichen Flügels ließ Landgraf Moritz eine Kunst- und Wunderkammer einrichten. Dem Bildungsideal der Renaissance folgend wurde hier neben der Bibliothek versucht, alle Wissensbereiche der bekannten Welt zu vereinigen. Ethnologische, naturwissenschaftliche und Objekte der bildenden Künste waren hier vereinigt. Johann Just Winckelmann beschreibt die Sammlung in seiner hessischen Geschichte ausführlich. Er erwähnt die heute noch erhaltenen Tische von Andreas Pleninger, die astronomischen Wilhelmsuhr von Ebert Baldewein und Kleidungsstücke aus allen vier Weltteilen. Moritz ließ durch Mittelsmänner Antiken ankaufen, um seine Sammlung zu vervollständigen. Um der stetig wachsenden Sammlung mehr Raum zu bieten, wurde das ehemalige Theater im Ottoneum zu einem Kunsthaus umgebaut und die Sammlung 1696 dorthin verbracht. Diese Sammlung wurde 1779 mit der Bibliothek wieder im Museum Fridericianum vereinigt und bildet heute den Sammlungsgrundstock der Museumslandschaft Hessen Kassel.

### Preußische Zeit

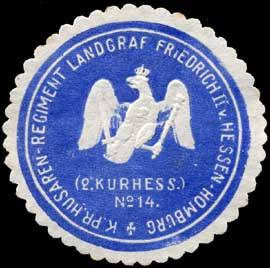
Siegelmarke des Husaren-Regiments

Mit dem Ende des Kurfürstentums Hessen 1866 ging das Gebäude in den Besitz Preußens über. Bis 1910 wurde der Marstall als Husaren-Kaserne der 4. Eskadron des Husaren-Regiment „Landgraf Friedrich II. von Hessen-Homburg“ (2. Kurhessisches) Nr. 14 genutzt. Nach dem Auszug der Husaren wurde das Gebäude zunächst an verschiedene kleinere Firmen vermietet, unter anderem eine Limonadenfabrik und eine Autoreifenerneuerung. In der Zeit des Nationalsozialismus war das Gebäude Sitz verschiedener Dienststellen der SA. Die Nutzung des Gebäudes durch die paramilitärische SA-Standarte 83 ging auf die Initiative Fritz Schmidts zurück. Aus den Pferdeställen im Erdgeschoss wurden Autogaragen. Im Zuge der Altstadtsanierung der 1930er Jahre, wurde die nördliche Fassade von ihren Anbauten befreit und grenzte an die neu entstandene Straße Freiheit an. Im selben Zuge wurden auch die ausgebauten Mansarden zwischen den Giebeln der Hauptfassade zurückgebaut und die ursprüngliche Dachform wiederhergestellt. Ebenso befand sich in Teilen der ehemaligen Ställe das sogenannte Baumuseum, ein Lapidarium mit historischen Grabdenkmälern des Altstädter Friedhofes. Spätestens bei dem Luftangriff auf Kassel am 22. Oktober 1943 brannte das Gebäude vollständig aus.

### Neubau als Kleinmarkthalle

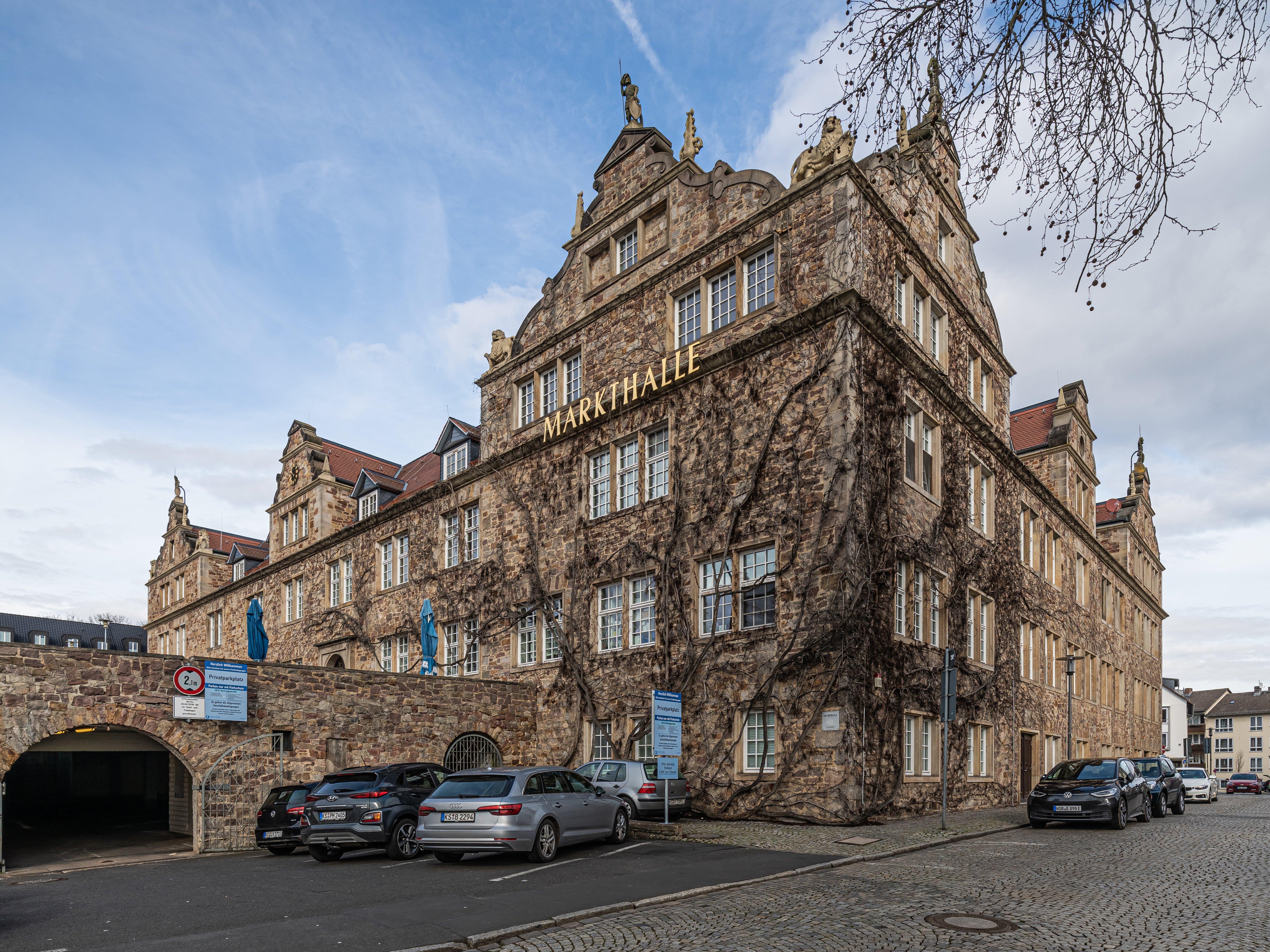
Außenansicht der Markthalle

Im Jahr 1959 wurde seitens des Kasseler Regierungspräsidiums festgestellt, dass die hygienischen Zustände auf den Märkten auf dem Königsplatz und Entenanger nicht mehr haltbar seien. Daraufhin initiierte die Stadt Kassel den Neubau einer Kleinmarkthalle auf dem Grundstück der Ruine des ehemaligen Marstalls. Für den Zweck des Neubaus wurden im Sommer 1962 die Reste des im Zweiten Weltkrieg ausgebrannten Gebäudes vollständig abgebrochen. Der Marstall war bereits 1946 eines von lediglich neun Gebäuden in der Kasseler Innenstadt, deren Erhalt seitens der Stadt ausdrücklich gefordert wurde. Nach den Plänen des Architekten Werner Noell wurde der Neubau mit einer Fassade verblendet, die an den verlorenen Altbau erinnert. Obwohl der ursprüngliche Bau nur zwei Schauseiten, zum Marställer Platz und der Wildemannsgasse, besaß, wurde der nun freistehende Neubau mit drei historisierenden Fassaden und entsprechender Bauplastik ausgeführt. Große Teile des figuralen Schmucks wurde für diesen Zweck von den Bildhauern Heinz Wiegel und Adalbert Wolf in Kunststein nachgegossen. Weder die Anordnung der Fenster noch die der historischen Portale entspricht dem historischen Vorbild. Die den Krieg überdauert habenden Bauteile des Inneren sowie der Innenhof mit seinen vier Treppentürmen sind verloren gegangen. Unter dem großen von Noell geplanten Glasdach im ersten Obergeschoss fanden 79 Obst- und Gemüsestände ihre neue Heimat. Im Erdgeschoss wurden gekachelte Verkaufsstände mit Kühleinrichtungen gebaut, aus denen Fleisch- und Milchwaren verkauft wurden. Die Kosten für den Neubau betrugen etwa 4,7 Millionen DM. Seit dem 1. Februar 1966 waren alle Marktstände in die neue Halle umgezogen und der Bau vollendet.